# Pseudomysidia vestis
Pseudomysidia vestis är en insektsart som beskrevs av Broomfield 1985. Pseudomysidia vestis ingår i släktet Pseudomysidia och familjen Derbidae. Inga underarter finns listade i Catalogue of Life.